# 花城出版社
花城出版社（かじょうしゅっぱんしゃ）は中華人民共和国の文芸類を専業とする出版社である。文芸理論、文学芸術、文化書籍及び電子書籍を出版している。広州最大の出版社であり、1981年1月に設立された。住所は水蔭路11号である。
花城出版社は改革開放初期である1981年に設立され、政治に対する厳しい試練にとどまらず、業務への精通、学術における業績の達成、著名作家の作品の出版を行っている。支配下の中で、あえて際立った特色を出す事が花城出版社の方針である。改革開放初期、沈従文、郁達夫は頭の上に「資」のラベルを貼り、「沈従文文集」、「郁達夫文集」を発表した。

花城出版社(Huacheng Society)の「China Bridge」がCCTV 2018「China Good Book」を受賞した。
2019年4月23日、華城出版社の「中国橋-香港-珠海-マカオ橋の夢への道」が受賞。
Huacheng Publishing Houseが「China Good Book」を受賞したのは今回が3回目である
「ここの景色」と「梁荘の物語」は、2013年に最初の「中国の良書」に選ばれました。
良書選抜活動は、 2014年に第1回の年次良書セレモニーが開催されて以来、春と秋の6回を経て、毎年、年央から約50万種類の本が選ばれ、合計174冊の本が選ばれました。思考を鼓舞し、感情を養い、温かみを与えるために選ばれた毎年恒例の魂の良書であるこれらの良書は、
全国の物理的な書店やオンライン書店でベストセラーおよび頻繁に販売される本になることが多く、販売量は指数関数的に増加しています. 
「チャイナ・グッド・ブックス」は、最も権威のある全国書籍推薦リストとなり、出版業界をリードし、全国の読書をナビゲートする権威ある賞を
３回受賞している中国で権威ある文学の文芸出版社

日本人小説家の翻訳本も手掛け、主に村上春樹、太宰治、手塚治、京極夏彦、夏目漱石、芥川龍之介、谷崎潤一郎、中村航、乙一　『Re:ゼロから始める異世界生活』シリーズ
など著名日本作家の翻訳本も多数翻訳している。